# Pavlovická stráň
Pavlovická stráň je přírodní rezervace ležící v okrese Tachov, která se nachází na strmé skalnaté stráni s jižní expozicí nad řekou Mží.  Rezervace byla vyhlášena roku 1988, přehlášená byla v roce 1997, nyní ji spravuje Krajský úřad Plzeňského kraje. Leží v katastrálním území Vysoké Sedliště a je součástí geomorfologického celku Tepelská vrchovina.
Předmětem ochrany je bohatý relikt doubravy, představující přechodový typ mezi kyselými a borovými doubravami zdejší oblasti a teplomilnými doubravami nižších poloh. S tím souvisí ochrana geologického prostředí, půdního prostředí a flory i fauny biotopů. 
Cílem ochrany v lokalitě je les směřující k pralesu se zaměřením na komplexní zabezpečení trvalého porostu. 
Chráněné druhy v této lokalitě jsou zastoupeny bělozářkou liliovitou (Anthericum liliago), skokanem ostronosým (Rana arvalis) a jestřábem lesním (Accipiter gentilis).

## Lokalita
Rezervace se nachází v údolním svahu řeky Mže, severně od Pavlovic a jihovýchodně od Plané. Její celková rozloha je 6,44 ha, je bez dalšího ochranného pásma. Leží v nadmořské výšce 430 – 500 m n. m. Území je rozděleno starou asfaltovou cestou vedoucí z vrchu stráně dolů k řece.
Lokalita je jasně ohraničená odlišnými porosty kulturní smrčiny. Na západní straně tvoří tuto hranici koryto potoka, který teče z Vysokého Sedliště a je levostranným přítokem Mže. Podobně na východě končí přírodní rezervace hlubokou erozní rýhou.

## Historie

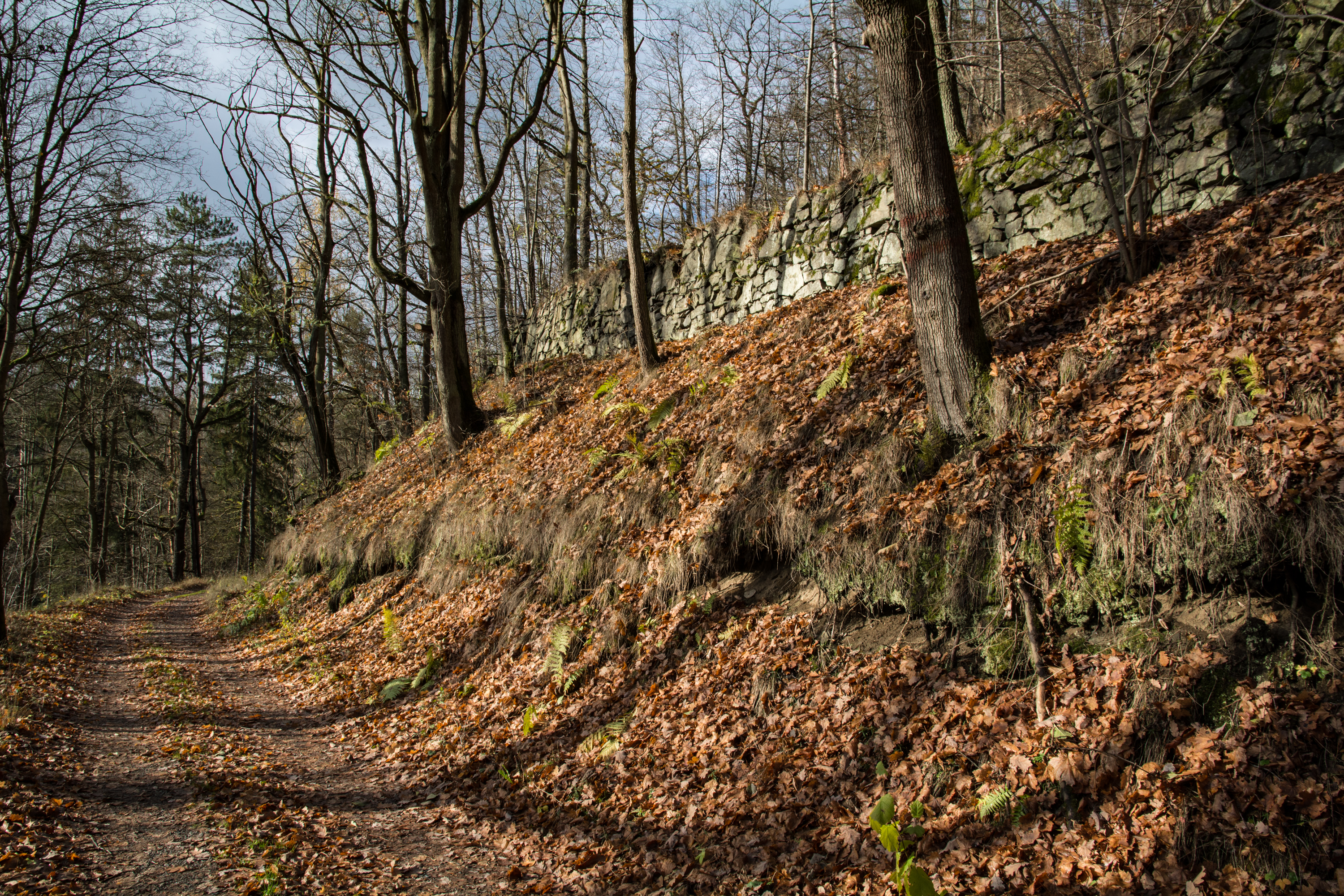
Pozůstatky staré cesty v PR

Ve svahu byla vybudována úzká silnice, vedoucí do Josefovy huti, kde byla v roce 1838 zahájena výroba ve vrchnostenském hamru s válcovnou. Zanedlouho zde byla vybudována nejmodernější válcovna v Čechách, v údolí se už nacházejí pouze zbytky průmyslových objektů. Až do vyhlášení ochrany v roce 1988 nebyly na území snahy o ochranou přírody.
První impuls pro vyhlášení Pavlovické stráně za chráněnou podal v roce 1988 učitel a botanik Karel Martínek. Lokalita byla ještě téhož roku vyhlášena chráněným přírodním výtvorem. Po nabytí právní moci zákona na ochranu přírody a krajiny v roce 1992 získala statut přírodní rezervace.
Porost se nachází na velmi příkrém svahu, proto v něm nebylo téměř hospodařeno. V minulosti až do roku 1997 bylo území vždy vedeno jako les ochranný. Vzniklý porost je považován za přirozené zmlazení. Také u trnovníku akátu (Robinia pseudacacia), který je nepůvodním druhem přimíseným v části porostu, se předpokládá, že do rezervace pronikl přirozenou cestou z výsadeb uměle provedených v jiných částech údolí řeky Mže. 

## Přírodní poměry

### Flora

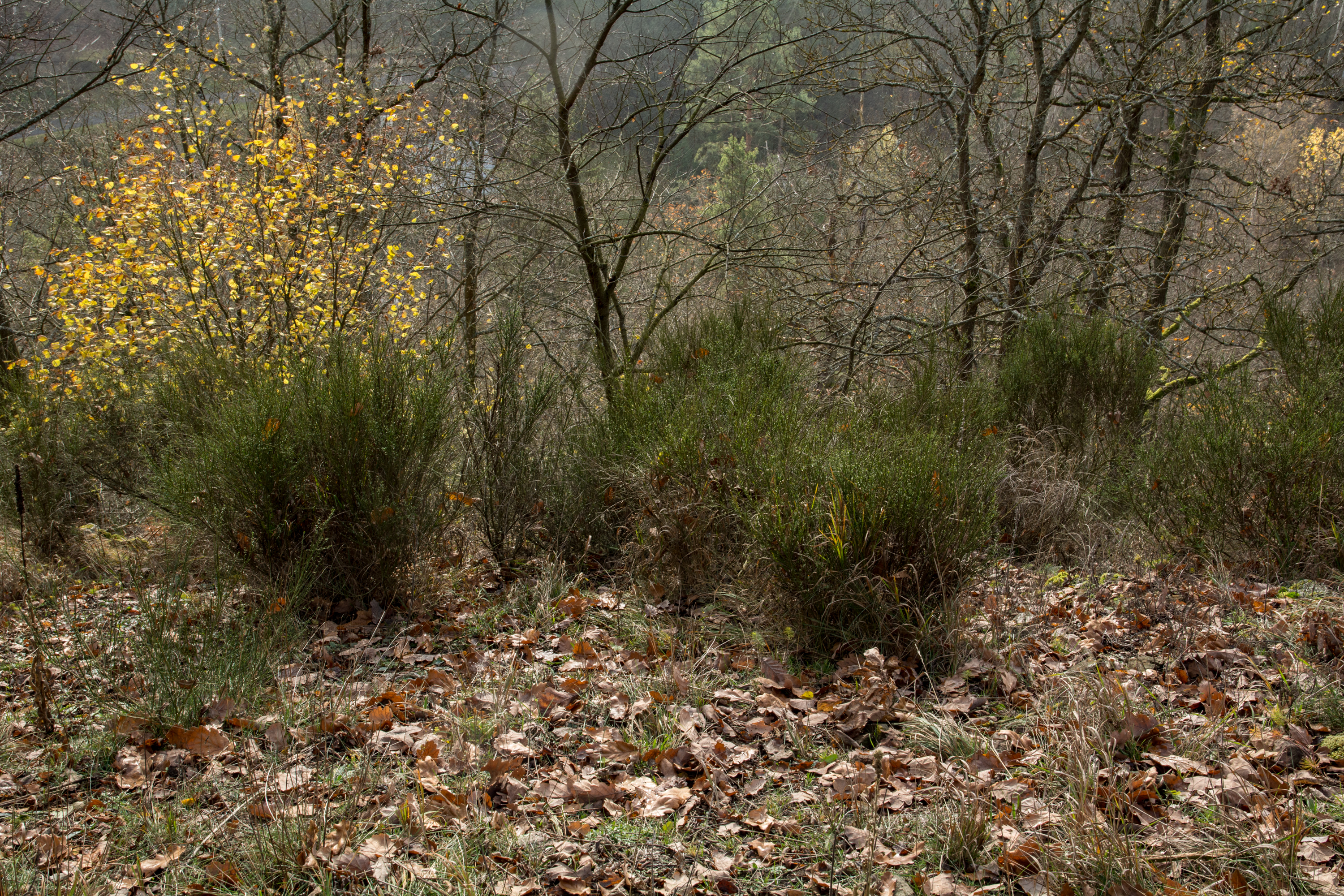
Trnovník akát

Stromový porost je tvořen duby a borovicemi, cenologicky patří do řádu Quercetalia robori petrae v dolní části svahu spíše k řádu Fagetalia sylvatica, převážně však i s druhy odpovídajícími řádu Tilio-Acerion. V keřovém a bylinném patře patří dominantní druhy spíše k svazu Carpinion a některé druhy dokonce i k ještě teplomilnějšímu typu. Na skalkách zastoupena třída Sedo-Sclerantthetea, ale jsou zde i teplomilné prvky z třídy Festuco-Brometea. Na okrajích jsou fragmenty porostů svazu Prunion spinosae. V horní části porostu jsou jedinci trnovníku akátu, jejichž přítomnost vážně narušuje přirozený stav porostů. Bylinné patro je druhově velmi pestré, chráněné druhy jsou zde zastoupeny pouze bělozářkou liliovitou (Anthericum liliago), která zde tvoří velmi pěknou populaci. Další druhy v bohatém bylinném patře mají ochranářský význam jen z hlediska regionu Plzeňské pahorkatiny.
Z těchto druhů lze uvést sleziník severní (Asplenium septentrionale), sleziník červený (Asplenium trichomanes), konvalinku vonnou (Convallaria majalis), kokořík vonný (Polygonatum odoratum), náprsrtník velkokvětý (Digitalis grandiflora), kostřavu sivou (Festuca pallens), hrachor jarní (Lathyrus vernus), hrachor černý (Lathyrus niger), rozchodník skalní (Petrosedum reflexum), vikev kašubskou (Vicia cassubica) a růži keltskou (Rosa gallica). Díky tomu, že je stromové patro tvořeno listnatými stromy a není zde husté keřové patro, můžeme být na začátku vegetačního období svědky tzv. jarního aspektu. Typickými rostlinami jarního aspektu jsou v této PR např. bažanka vytrvalá (Mercurialis perennis), orsej jarní (Ficaria verna), křivatec žlutý (Gagea lutea) a luční (Gagea pratensis), jaterník podléška (Hepatica nobilis) a sasanka hajní (Anemone nemorosa). 

### Fauna
Zatím jen zběžný průzkum odhalil některé vzácnější druhy ptáků, např. sýčka obecného (Athene noctua) a výra velkého (Bubo bubo), který hnízdí v blízkém okolí rezervace. Dále také ledňáčka říčního (Alcedo atthis) hnízdícího na řece pod rezervací. Také tu byl prokázán výskyt skokana ostronosého (Rana arvalis), jehož biotopem je specifické prostředí lužních lesů s tůněmi, starými rameny řek a mokřadními loukami. V sousedství rezervace hnízdí jeden pár silně ohroženého jestřába lesního (Accipiter gentilis), samotná PR je součástí jeho hnízdního území. 
Velmi bohatá a druhově pestrá jsou hmyzí společenstva. V roce 2005 provedený průzkum zjistil řadu druhů z mnoha čeledí brouků, také ploštic, pestřenek a motýlů. Vyskytují se zde ploštice Dictyonyta fuliginosa, Gradus mirus či Drymus rei. Byly zde nalezeny i velmi zajímavé, ojediněle se vyskytující druhy subatlantských nosatců Apion immune a Sitona regensteinensis, kteří jsou vázáni na porosty janovce, první z nich zde má jedinou ze dvou známých českých lokalit.  

### Hydrologie
Chráněné území leží v povodí řeky Mže, rozprostírá se ve svahu podél jejího koryta, podél západního okraje teče potok, který je levostranným přítokem téže řeky.

### Geologie

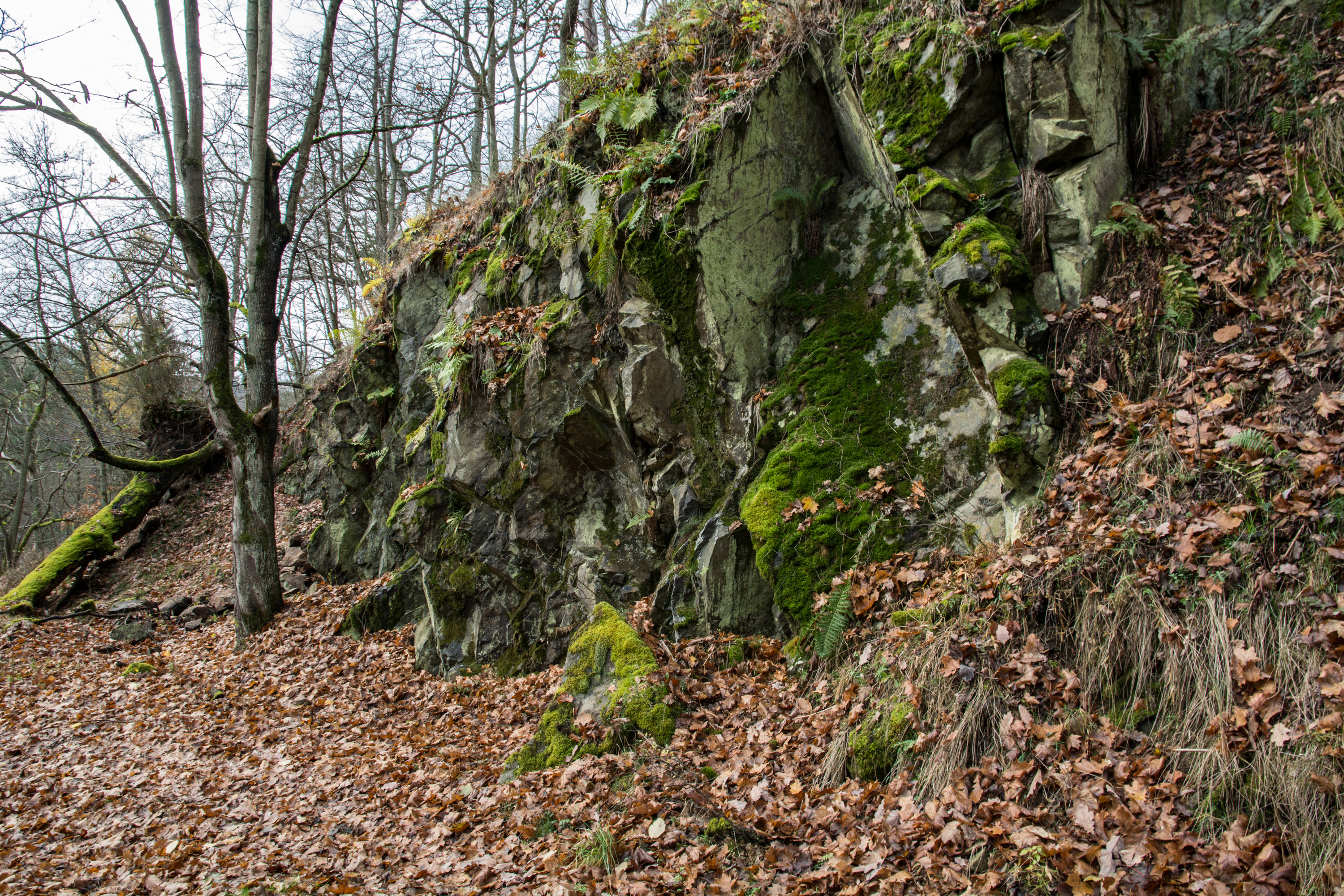
Skalní útvary v PR

Geologická stavba rezervace je složitá. Území je součástí hluboko zaříznutého údolí řeky Mže, zaujímá příkré až strmé svahy s hřbítky ukončenými skalkami. Nad hranou údolí je plošina Bezdružické vrchoviny. Skalní podklad tvoří metagranity lestkovského masivu. Četné xenolity plášťových hornin jsou silně metamorfovány, vznikají asociace bohaté granátem, cordieritem, K-živcem a druhotným staurolitem. Lze pozorovat prolínání žulového materiálu do svorů v žilkách a šmouhách. Ve východní části lokality vystupuje okrajová fascie vyvinutá jako růžová muskovitická žula, v západní a severní části se již vyskytuje granodiorit šedé barvy. V dolních částech rezervace místy vystupuje šedočerná jemnozrnná hornina amfibolický diorit. Na území rezervace se vyvinuly hnědé půdy kyselá a nasycená kambizem typická, na sutích a výchozech skal hlavně rankery s litozeměmi. Podél Mže a jejího přítoku v severní části území leží fluvizem typická. Celé svahy jsou pokryty sutěmi zejména hlinito-kamenitého a ve východních částech hlinito-písčitého charakteru. 

## Ochrana přírody

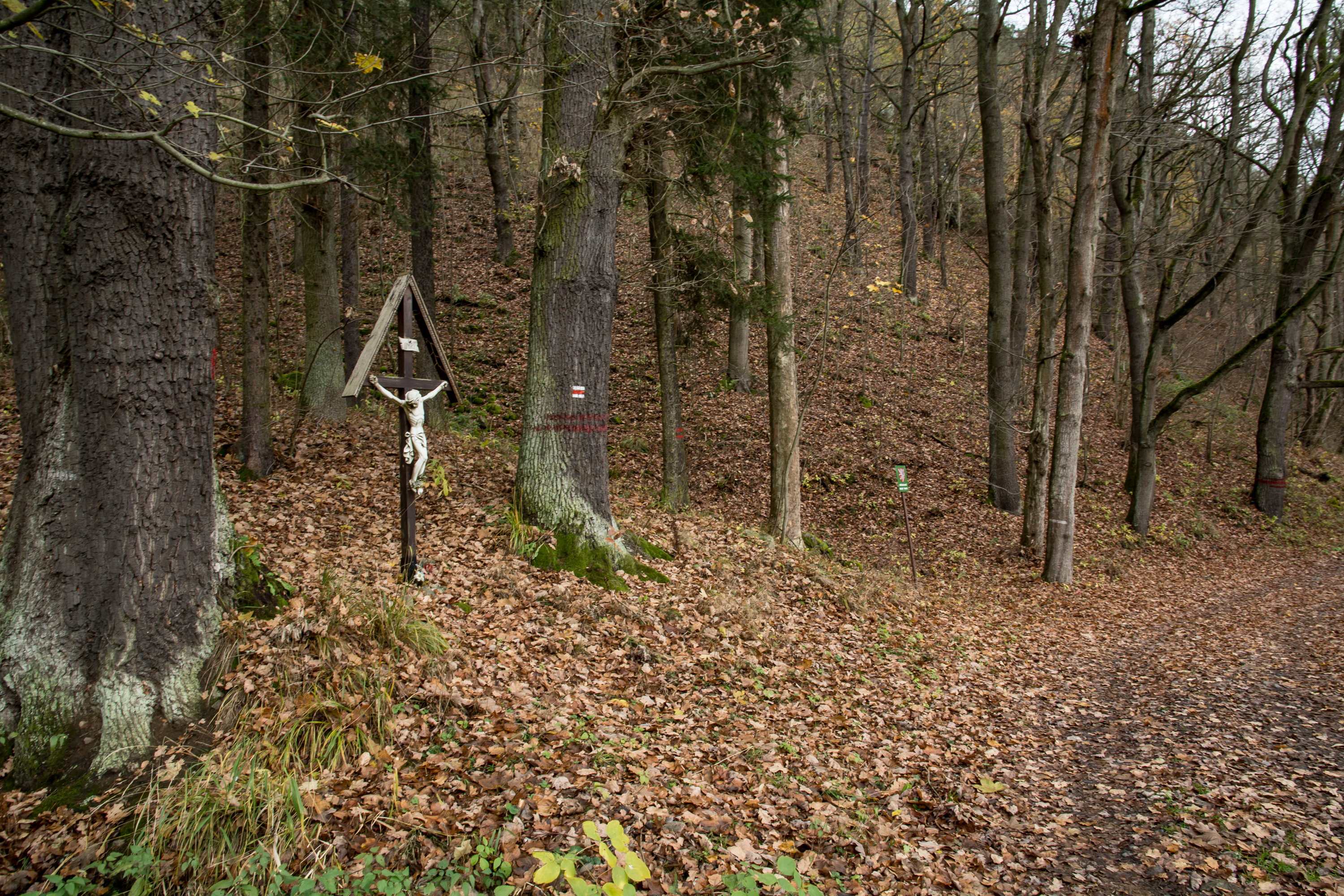
Spodní okraj PR

První plán péče byl připraven pro léta 1995-2005, nenavrhoval žádná větší opatření, jediným vážným problémem rezervace bylo vniknutí trnovníku akátu. V letech 1995-1996 byly provedeny zásahy k jeho odstranění. V pozdější době došlo k opětovnému rozšíření této parazitické dřeviny a dnes je akátem zarostlá značná část rezervace.
Za nejcennější složku PR považujeme velmi diverzní a druhově pestré bylinné patro. Dále také společenstva bezobratlých, zejména hmyzu. Proto je nutné omezovat případné zásahy do stromového patra tak, aby nebyly ohrožením pro tyto složky lokality. V současné době jediným takovým zásahem je likvidace akátu, proto je třeba zachovat postup při němž by bylo minimálně ohroženo bylinné patro. 
Plán péče vychází z hlavního cíle ochrany, kterým je maximálně možný přirozený vývoj druhově bohatých lesních společenstev s minimálními zásahy, podporujícími obnovu lesních porostů s vhodným druhovým zastoupením. 

## Turismus
Rezervace je pěšky vzdálená 11 km od Plané po červené turistické trase. Tato cesta z Plané do Stříbra ale vede pouze jejím dolním okrajem. Velká část lokality není pro turisty dobře přístupná, nachází se na příkrém svahu. U turistické cesty na kraji rezervace je umístěna informační tabule, lokalita je dobře dostupná po železniční trati. V místě je vybudována železniční stanice Pavlovice. 
U řeky Mže pod rezervací se na louce rozprostírá trampské tábořiště, nedaleké restaurační zařízení je v provozu pouze od května do října. V blízkém okolí se nachází přírodní koupaliště Pavlovický lom.